# Jean-Valentin Morel

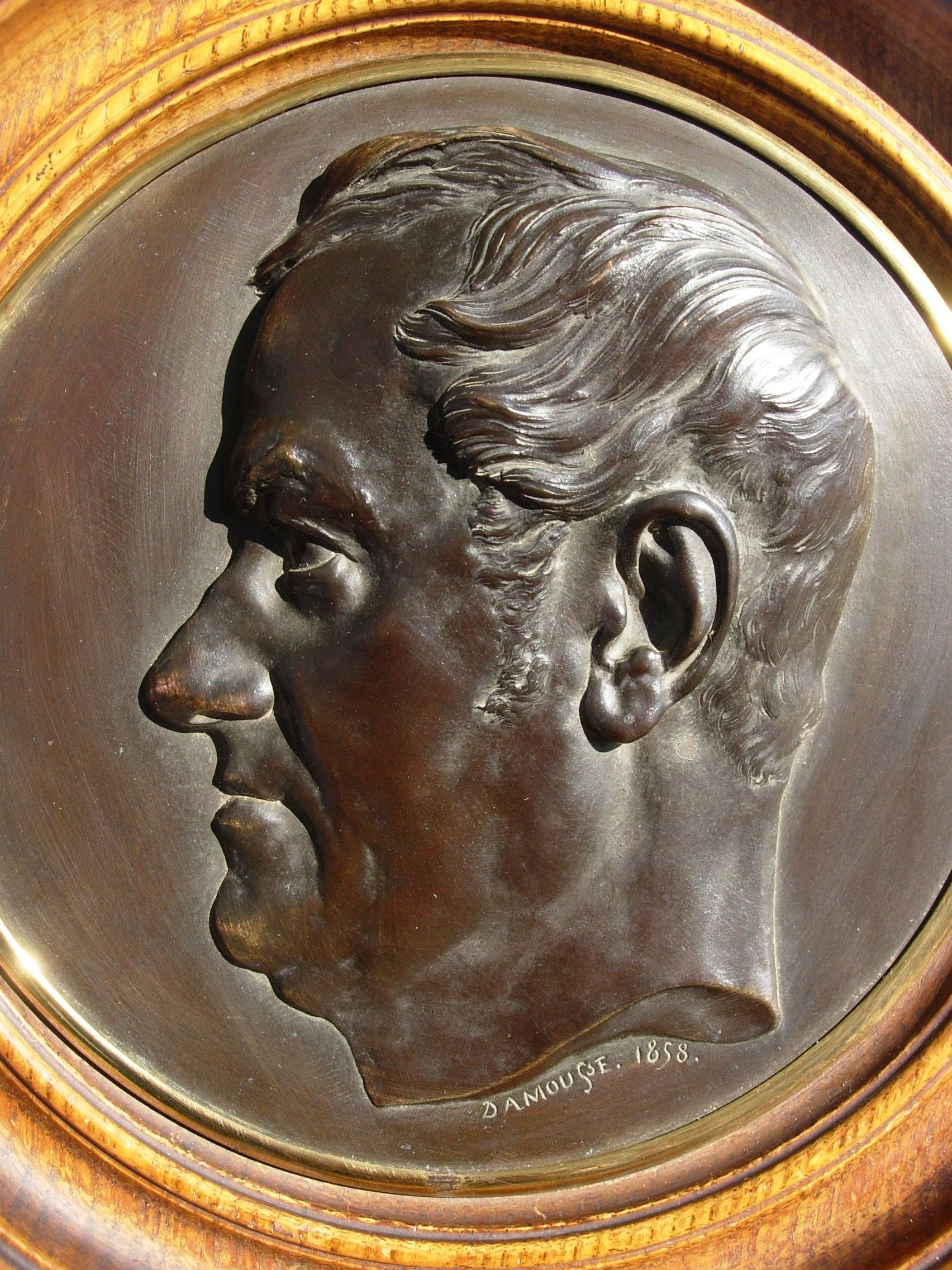
Médaillon en bronze représentant Jean-Valentin MOREL (1794-1860) par Pierre-Adolphe Dammouse, 1858

Cleveland Museum of Art, aiguière en argent doré (vers 1845).

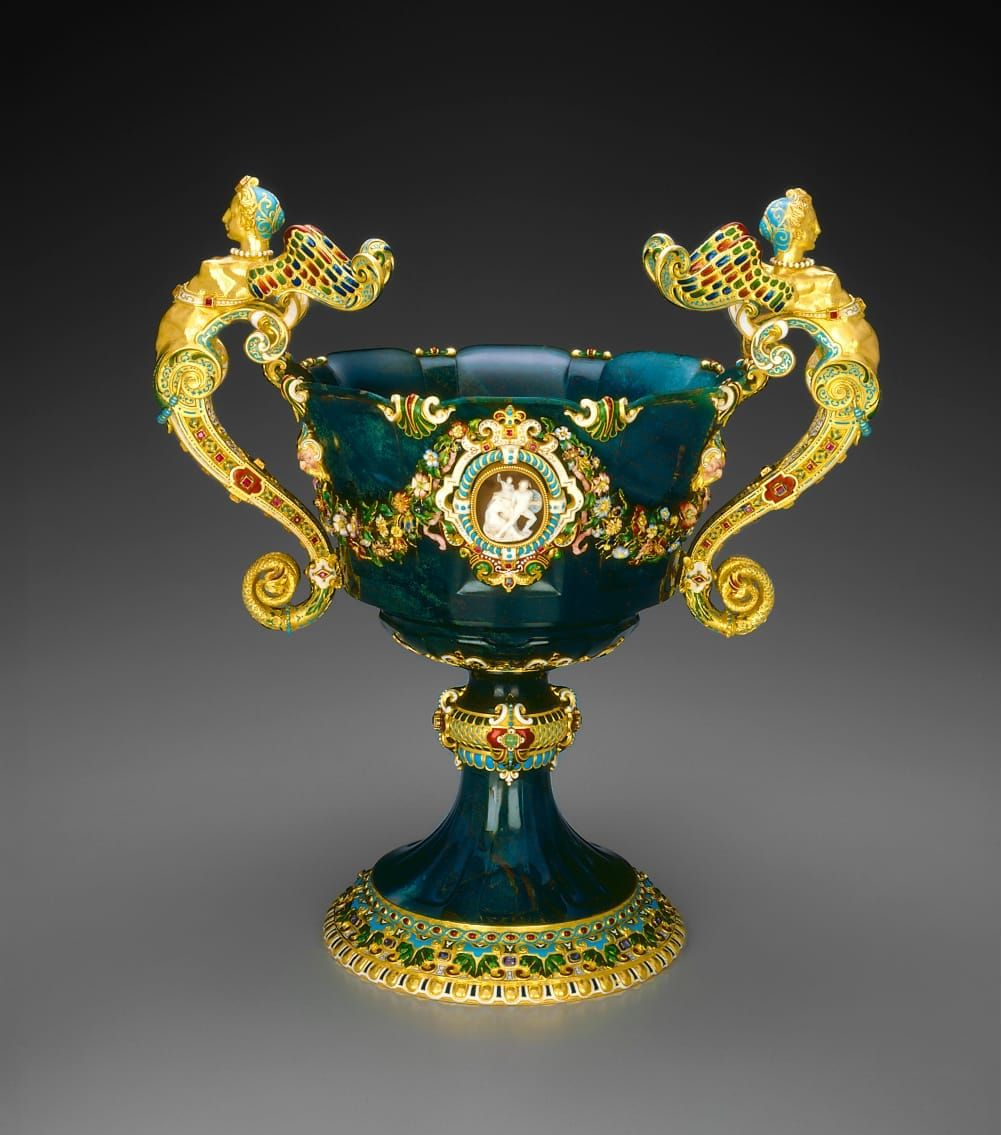
Coupe en jaspe, or, émail, émeraudes, rubis, saphirs, camées, commande du duc de Luynes 1854-1855. Indianapolis Museum of Art

Jean-Valentin Morel, né à Paris en 1794, rue aux Fèves dans l'Île de la Cité et mort dans le 16e arrondissement de Paris en 1860, est un orfèvre, joaillier et lapidaire français connu pour la qualité de ses œuvres.

## Biographie
Jean-Valentin Morel est le fils d'un lapidaire, Valentin Morel (originaire de Chaumont, Chiomonte, Piémont (Italie), et descend du côté maternel d'une lignée d'orfèvres (les Girard et les Mauzié). Il apprend le métier lapidaire de son père et fait son apprentissage auprès de l'orfèvre Adrien Vachette connu pour sa production de boîtes en or. Après avoir ouvert son propre atelier, Morel se spécialise dans les incrustations et la production de coupes en pierres dures dans le style du XVIe siècle.
Pendant un an, Morel est obligé de fermer son atelier à cause de problèmes de santé et retrouve une position en 1834 comme directeur de l'atelier de Jean-Baptiste Fossin, où il travaille dans le gaufrage de l'or et de la pierre dure. En 1842, il signe un contrat avec Henri Duponchel et ouvre une boutique, Morel & Cie, qui rencontre un grand succès et jouit rapidement d'une réputation internationale. Cet atelier produit des vases ornementaux, des parures de bijoux, des services de couverts en argent, une reliure de missel pour le pape Grégoire XVI, un service de table pour le roi de Sardaigne et travaille pour le futur Guillaume III des Pays-Bas, le futur Alexandre II de Russie et le mécène français, le duc de Luynes, etc.
Cependant les affaires finissent par décliner et son partenariat avec Duponchel prend fin à cause de désaccords. Duponchel lui fait un procès en 1848, ce qui a pour résultat d'empêcher Morel de travailler à Paris. En conséquence, Morel s'associe avec Jules Fossin et transporte ses affaires à Londres entre 1848 et 1852,. Sa boutique de Londres se trouve New Burlington Street (en), à proximité des maisons de  Piccadilly, comme Garrard et Storr & Mortimer, mais il éprouve des difficultés à vraiment se faire un nom auprès des Anglais. Il gagne toutefois une clientèle auprès des Français exilés après la révolution de 1848 et obtient le permis de fournisseur officiel de la reine Victoria. Il réalise une coupe en jaspe sanguin, or repoussé et émaillé, argent doré et émail pour le collectionneur anglais Henry Thomas Hope, ce qui lui valut la grande médaille d'honneur à l'Exposition universelle de 1855 à Paris, ainsi qu'une pension accordée par l'Empereur Napoléon III. La coupe Hope, considérée comme un chef-d'œuvre de l'art lapidaire du 19e siècle, a été achetée par le Musée d'Orsay chez Sotheby's en février 2024. Rencontrant des difficultés à la fin de l'année 1852, Jean-Valentin Morel quitte Londres et ouvre un nouvel atelier à Sèvres.
Jean-Valentin Morel a un fils, Prosper Morel (1825-1908), dont une des quatre filles, Blanche Marie épouse Joseph Chaumet (1852-1928), commis bijoutier chez Morel & Cie, en 1875. Joseph Chaumet d'abord directeur de Morel & Cie en 1885, reprend la joaillerie familiale en 1889. C'est désormais la maison Chaumet. 
En 1860, Morel meurt dans des difficultés financières, 10 rue des Vignes (Paris). 
Duponchel organise une exposition de ses œuvres après sa mort.